# ATP-toernooi van Uniondale
De New York Open is een tennistoernooi van de ATP Tour 250. Dit wordt gespeeld in het Amerikaanse Uniondale. Het is de vervanger van het ATP-toernooi van Memphis.

## Winnaars enkelspel
| Jaar | Winnaar        | Runner-up      | Score               |
| ---- | -------------- | -------------- | ------------------- |
| 2020 | Kyle Edmund    | Andreas Seppi  | 7-5, 6-1            |
| 2019 | Reilly Opelka  | Brayden Schnur | 6-1, 6-7(7), 7-6(7) |
| 2018 | Kevin Anderson | Sam Querrey    | 4-6, 6-3, 7-6(1)    |

## Winnaars dubbelspel
| Jaar | Winnaars                            | Runners-up                             | Score            |
| ---- | ----------------------------------- | -------------------------------------- | ---------------- |
| 2020 | Dominic Inglot Aisam-ul-Haq Qureshi | Steve Johnson Reilly Opelka            | 7-6(5), 7-6(6)   |
| 2019 | Kevin Krawietz Andreas Mies         | Santiago González Aisam-ul-Haq Qureshi | 6-4, 7-5         |
| 2018 | Maks Mirni Philipp Oswald           | Wesley Koolhof Artem Sitak             | 6-4, 4-6, [10-6] |